# Tuzoia
Tuzoia es un género extinto de artrópodos bivalvados de gran tamaño conocido en entornos marinos del Cámbrico inferior y medio en lo que hoy es el esquisto de Burgess (Columbia Británica), el esquisto de Emu Bay (Australia), Kaili (Guizhou, China), la Formación Rockslide (Territorios del Noroeste, Canadá), el esquisto de Spence, la Formación Wheeler y la Formación Marjum (Utah), y la Formación Kinzers (Pensilvania). Este artrópodo alcanzó longitudes de 180 mm. Actualmente se reconocen 7 especies válidas.